# Doloviczeni György
Doloviczeni György (17. század – 18. század) evangélikus lelkész.

## Élete
Doloviczeni György tótfalusi lelkész és Mattyasovszky Anna fia; tanult Késmárkon, Besztercebányán és Pozsonyban 12 évig; 1700. december 10-étől a wittenbergi és lipcsei egyetem hallgatója volt; 1704. december 4. pappá szenteltetett, mire nagyszalóki lelkész lett.

## Művei
- Dissertatio theologica de Sanguine Christianorum Escario, sub praes. Phil. Lud. Hannekenii 1702 Wittenbergae.